# Elecciones estatales de Chiapas de 2007
Las Elecciones estatales de Chiapas de 2007 se llevan a cabo el domingo 7 de octubre de 2007, y en ellas serán renovados los siguientes cargos de elección popular en el estado mexicano de Chiapas:
- 118 ayuntamientos. Compuestos por un Presidente Municipal y regidores, electos para un periodo de tres años no reelegibles para el periodo inmediato.
- 40 Diputados al Congreso del Estado. 24 electos por mayoría relativa en cada uno de los Distrito Electorales y 16 electos por el principio de representación proporcional mediante un sistema de listas.

## Resultados electorales

Distribución de los Ayuntamientos por partido político

### Ayuntamientos
| Partido/Alianza                                                                                   | Partido/Alianza                                                | Municipios |
| ------------------------------------------------------------------------------------------------- | -------------------------------------------------------------- | ---------- |
|                                                                                                   | Partido Acción Nacional                                        | 22         |
|                                                                                                   | Alianza para Vivir Mejor (PAN, PANAL)                          | 1          |
|                                                                                                   | Partido Revolucionario Institucional                           | 41         |
|                                                                                                   | Alianza por la Unidad (PRI, PVEM)                              | 11         |
|                                                                                                   | Partido de la Revolución Democrática                           | 12         |
|                                                                                                   | Coalición Por el Bien de Chiapas (PRD, PT, PVEM, Convergencia) | 2          |
|                                                                                                   | Coalición Por el Bien de Todos (PRD, PT, Convergencia)         | 10         |
|                                                                                                   | Coalición Por el Bienestar de Todos (PRD, PT)                  | 3          |
|                                                                                                   | Coalición Por el Bienestar de Chiapas (PRD, PT, Convergencia)  | 2          |
|                                                                                                   | Coalición Por el Bien de los Chiapanecos (PRD, PT, PVEM)       | 1          |
|                                                                                                   | Coalición Por el Bien de Comitán (PRD, PVEM, Convergencia)     | 1          |
|                                                                                                   | Coalición Por el Bien de los Chiapanecos (PRD, PVEM)           | 0          |
|                                                                                                   | Partido del Trabajo                                            | 2          |
|                                                                                                   | Coalición Por el Bien de Chiapas (PT, Convergencia)            | 2          |
|                                                                                                   | Coalición Por el Bien de La Trinataria (PT, PVEM)              | 1          |
|                                                                                                   | Partido Verde Ecologista de México                             | 5          |
|                                                                                                   | Convergencia                                                   | 2          |
|                                                                                                   | Partido Nueva Alianza                                          | 0          |
|                                                                                                   | Partido Alternativa Socialdemócrata                            | 0          |
| Fuente: Programa de Resultados Electorales Preliminares con el 95.69% de las casillas computadas. |                                                                |            |

#### Ayuntamiento de San Cristóbal de las Casas
| Partido/Alianza                                                                                   | Partido/Alianza                      | Candidato      | Candidato                     | Votos  | Porcentaje |
| ------------------------------------------------------------------------------------------------- | ------------------------------------ | -------------- | ----------------------------- | ------ | ---------- |
|                                                                                                   | Partido Acción Nacional              |                | Juan José Román Cancino       | 7,572  |            |
|                                                                                                   | Alianza por la Unidad (PRI-PVEM)     |                | Mario Alberto Díaz Ochoa      | 14,480 |            |
|                                                                                                   | Partido de la Revolución Democrática |                | Victoria Cecilia Flores Pérez | 11,261 |            |
|                                                                                                   | Partido del Trabajo                  |                | Enoc Hernández Cruz           | 4,116  |            |
|                                                                                                   | Convergencia                         |                | Ulises Eliseo Córdova Ochoa   | 3,294  |            |
|                                                                                                   | Partido Nueva Alianza                |                | Bulmaro Acuña Nuricumbo       | 1,129  |            |
|                                                                                                   | Partido Alternativa Socialdemócrata  |                | Inés Tirza Robles Ramírez     | 963    |            |
|                                                                                                   | No registrados                       | No registrados | No registrados                | 45     |            |
|                                                                                                   | Nulos                                | Nulos          | Nulos                         | 2,043  |            |
| Total                                                                                             |                                      |                |                               |        |            |
| Fuente: Programa de Resultados Electorales Preliminares con el 93.16% de las casillas computadas. |                                      |                |                               |        |            |

#### Ayuntamiento de Tapachula
| Partido/Alianza                                                                                   | Partido/Alianza                      | Candidato      | Candidato                    | Votos  | Porcentaje |
| ------------------------------------------------------------------------------------------------- | ------------------------------------ | -------------- | ---------------------------- | ------ | ---------- |
|                                                                                                   | Alianza para Vivir Mejor (PAN-PANAL) |                | Adolfo Zamora Cruz           | 28,510 | 36.26      |
|                                                                                                   | Partido Revolucionario Institucional |                | Ezequiel Saúl Orduña Morga   | 30,859 | 39.29      |
|                                                                                                   | Partido de la Revolución Democrática |                | Martiniano Reyes Palacios    | 9,338  | 11.8       |
|                                                                                                   | Partido del Trabajo                  |                | Luis Eduardo Guízar Cárdenas | 2,131  | 2.71       |
|                                                                                                   | Partido Verde Ecologista de México   |                | Carlos Pano Becerra          | 1,450  | 1.84       |
|                                                                                                   | Convergencia                         |                | Rafael Zúñiga Díaz           | 1,866  | 2.37       |
|                                                                                                   | Partido Alternativa Socialdemócrata  |                | Jesús Nieto Pérez            | 567    | 0.72       |
|                                                                                                   | No registrados                       | No registrados | No registrados               | 57     |            |
|                                                                                                   | Nulos                                | Nulos          | Nulos                        | 3,843  |            |
| Total                                                                                             | Total                                | Total          | Total                        | 78,621 |            |
| Fuente: Programa de Resultados Electorales Preliminares con el 93.96% de las casillas computadas. |                                      |                |                              |        |            |

#### Ayuntamiento de Tuxtla Gutiérrez
| Partido/Alianza                                                                                   | Partido/Alianza                                                | Candidato      | Candidato                | Votos  | Porcentaje |
| ------------------------------------------------------------------------------------------------- | -------------------------------------------------------------- | -------------- | ------------------------ | ------ | ---------- |
|                                                                                                   | Alianza para Vivir Mejor (PAN, PANAL)                          |                | César Serrano Nucamendi  | 15,863 |            |
|                                                                                                   | Partido Revolucionario Institucional                           |                | Bayardo Robles Rique     | 45,325 |            |
|                                                                                                   | Coalición Por el Bien de Chiapas (PRD, PT, PVEM, Convergencia) |                | Jaime Valls Esponda      | 51,643 |            |
|                                                                                                   | Partido Alternativa Socialdemócrata                            |                | José Rubén Cruz Aguilera | 1,611  |            |
|                                                                                                   | No registrados                                                 | No registrados | No registrados           | 4,944  |            |
|                                                                                                   | Nulos                                                          | Nulos          | Nulos                    | 712    |            |
| Total                                                                                             |                                                                |                |                          |        |            |
| Fuente: Programa de Resultados Electorales Preliminares con el 95.15% de las casillas computadas. |                                                                |                |                          |        |            |

### Diputados
| Partido/Alianza                                                                                   | Partido/Alianza                                                | Distritos |
| ------------------------------------------------------------------------------------------------- | -------------------------------------------------------------- | --------- |
|                                                                                                   | Alianza para Vivir Mejor (PAN, PANAL)                          | 5         |
|                                                                                                   | Partido Revolucionario Institucional                           | 6         |
|                                                                                                   | Alianza por la Unidad (PRI, PVEM)                              | 3         |
|                                                                                                   | Coalición Por el Bien de Chiapas (PRD, PT, PVEM, Convergencia) | 4         |
|                                                                                                   | Coalición Por el Bien de Todos (PRD, PT, Convergencia)         | 6         |
|                                                                                                   | Partido Verde Ecologista de México                             | 0         |
|                                                                                                   | Partido Alternativa Socialdemócrata                            | 0         |
| Fuente: Programa de Resultados Electorales Preliminares con el 96.19% de las casillas computadas. |                                                                |           |